# Homalotylus albifrons
Homalotylus albifrons är en stekelart som först beskrevs av Ishii 1925.  Homalotylus albifrons ingår i släktet Homalotylus och familjen sköldlussteklar. Inga underarter finns listade i Catalogue of Life.